# ウッドレイクの戦い

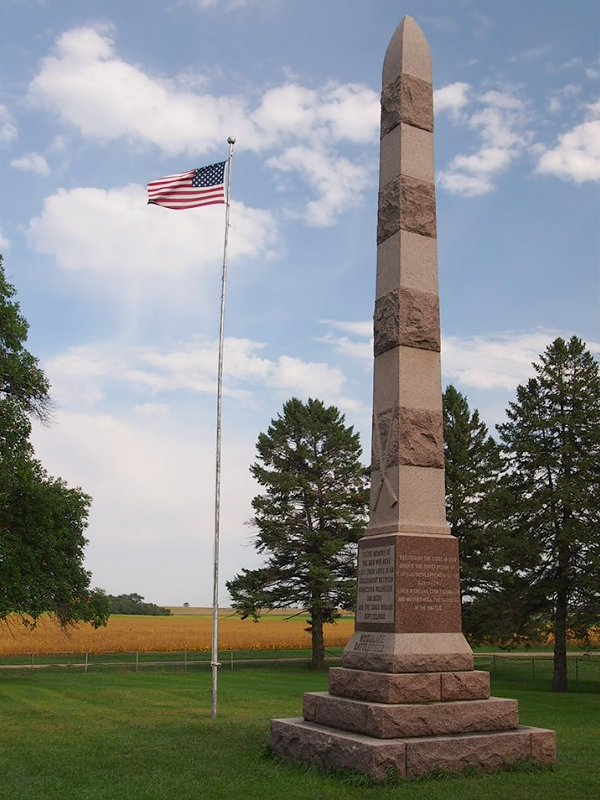
ウッドレイクの記念碑

ウッドレイクの戦い（英: Battle of Wood Lake）は、南北戦争中の1862年9月、ミネソタ州で起きたダコタ・スー族の反乱を収束させた戦闘である。8月半ばにおきたスー族の反乱、ダコタ戦争によって、アメリカ人開拓者や民兵の間に大きな被害が出ていた。9月下旬に入るとその攻勢もかなり緩み、ミネソタ州軍がアレクサンダー・ラムジー州知事の策定した作戦の実行を始めていた。ラムジーの作戦とは、インディアンに捕まっている開拓者捕虜を解放し、ダコタ・スー族を絶滅させるか、「永久に州内から」追放することであり、州軍の指揮はヘンリー・ヘイスティングス・シブレー大佐およびフロンティアの指揮官チャールズ・ユージーン・フランドローに委ねられた。

## 背景
シブレーはインディアンが次第に戦争に疲れてくると考え、9月初旬にリトルクロウ酋長と事態の解決に向けて協議しようとしていた。リトルクロウは何故インディアンが戦争を始めたかを説明し、拘束しているアメリカ合衆国の捕虜について交渉を検討するつもりであることを示唆してきた。シブレーはこの交渉を拒否し、リトルクロウの降伏を要求することで応じた。リトルクロウは降伏を拒否し、状況は次の戦闘に向かっていった。
シブレーの当初の遠征は、1,400名の兵士を擁してスネリング砦を出発し、9日近くを要してリッジリー砦に到着した。リッジリー砦でシブレーはその後の動きを遅らせたので、インディアン蜂起に対して速やかな対応を望んだ開拓者達を怒らせた。セントクラウドの新聞編集者ジェイン・グレイ・スイスヘルムは「お願いだからスー族に対する軍隊には「生きている」男を付けて、シブレーには葬儀屋のために100人かそこらを付けてくれ」と書いていた。この遅れは新兵の経験不足と、銃、弾薬、馬など物資の不足も一部の原因だった。9月11日から14日の間にやっと物資がシブレーのもとに到着した。9月19日、部隊は遂にミネソタ川バレーを遡る行軍を始めた。

## 戦闘
ミネソタ州軍はローンツリー湖、別名バトル湖の東で宿営した。この湖は現在のエコー市の北約5マイル (8 km)、ミネソタ川に向かって北東に走るクリークから排水される小さな湖だった。シブレーの案内人はこの湖がウッド湖だと考えたが、それは約3.5マイル (5.6 km) 西にあり、この戦闘名は厳密には正しくない。ミネソタ第3連隊はクリークの南にある尾根に宿営し、同第6連隊は小さな湖の隣で宿営した。ミネソタ第7連隊はクリークの造る谷の背後右岸にあった。全ての部隊と輜重隊および砲兵隊は部分的に塹壕に囲まれていた。
リトルクロウは翌朝アメリカ軍が行軍するときに待ち伏せしようと考え、部隊が長く伸びて防御が甘くなったときに襲おうと道路に沿って網を張った。翌朝、ミネソタ第3連隊の兵士数名が荷車数台を引いて宿営地を離れ、現在のロックベイル教会近くにあったアッパー・スー族代理機関からの食料を探しに向かった。荷車の幾らかは道路上ではなく、草の中に隠れているリトルクロウの戦士に真っ直ぐ向かうことになり、彼等を立ち上がらせて攻撃させることになった。これによって戦闘が始まり、ミネソタ第3連隊の中で最近南軍との戦いから戻ったばかりの古参兵が、仲間を援助するために駆け出し、さらにレンビル・レンジャーズの支援も受けた。彼等は宿営地から約半マイル (800 m) 前進したので、両側が脅かされるまでになった。シブレーは、ウィリアム・R・マーシャル大佐に6個中隊と大砲1門を付けて、インディアンの右側面に前進して撃退するよう命じた。インディアンの左翼には、ロバート・N・マクラーレン少佐が湖を回って、側面攻撃に向かおうとしていた敵部隊を破った。この戦闘は約2時間続き、その間にマンケイトー酋長が砲弾で戦死した。
戦闘はアメリカ軍の決定的勝利になり、スー族に大きな被害を出させた。シブレーはこの勝利で准将への昇進を果たした。スー族は多くの戦士を失い、マンケイトー酋長も戦死したので、このダコタ戦争では最後の戦闘になった。和平を求める酋長達の影響力が増しており、スー族が捕まえていたアメリカ人の解放に繋がり、またキャンプ・レリースで多くのインディアンが降伏した。約400名が捕虜となり、393名が裁判に掛けられ、303名が死刑宣告を受けた。このダコタ戦争で推計500名の白人、民兵と市民が殺された。エイブラハム・リンカーン大統領は処刑者の数を39人にまで減らさせた。そのうち1人は有罪理由となった事件から10マイル (16 km) 離れていたことが明らかとなり、1862年12月25日に恩赦になった。1862年12月26日、ミネソタ州マンケイトーで38名のスー族が同日に処刑され、アメリカ史の中でも1回の処刑数として最大となっている。

### 参加した部隊
ミネソタ州ではこのダコタ戦争の間に兵力が不足したので、部隊が結成された順序で派遣されることが多く、中隊や分遣隊が別の連隊に付加されることもあった。この戦闘に参加した部隊は、ミネソタ第3歩兵連隊、同第6連隊、同第7連隊、同第9連隊、同第10連隊であり、市民兵と民兵隊には「レンビル・レンジャーズ」と6ポンド砲を持った砲兵隊がいた。